# 129 км (Алтайский край)
Разъезд 129 км, разъезд № 129, 129 км — упразднённый в 2009 году населённый пункт (тип: разъезд) в Кулундинском районе Алтайского края. Входил в состав Октябрьского сельсовета.

## География
Расположен в западной части Алтайского края.

## История
Населённый пункт возник для обслуживания инфраструктуры железной дороги — разъезда (раздельный пункт, предназначенный для скрещения и обгона поездов).
Был упразднён согласно Закону Алтайского края от 10 ноября 2009 года № 86-ЗС «Об упразднении разъезда Златополь Златополинского сельсовета, Железнодорожной Казармы 15 км Курского сельсовета, разъезда 129 км Октябрьского сельсовета Кулундинского района Алтайского края и внесении изменений в отдельные законы Алтайского края».

## Инфраструктура
Путевое хозяйство.

## Транспорт
Автомобильный и железнодорожный транспорт.
Проходит федеральная трасса А-321.